# Candida neerlandica
Candida neerlandica är en svampart som beskrevs av Kurtzman, Robnett & Yarrow 2001. Candida neerlandica ingår i släktet Candida, ordningen Saccharomycetales, klassen Saccharomycetes, divisionen sporsäcksvampar och riket svampar.   Inga underarter finns listade i Catalogue of Life.